# Relations entre l'Inde et la Somalie
Les relations entre l'Inde et la Somalie sont les relations bilatérales de la république de l'Inde et de la république fédérale de Somalie.

## Histoire
L'Inde a ouvert son ambassade à Mogadiscio en 1961. L'ambassade a été fermée à la suite du déclenchement de la guerre civile somalienne en 1991. Le haut-commissariat de l'Inde à Nairobi, au Kenya, est accrédité conjointement avec la Somalie. La Somalie a une ambassade à New Delhi.
Le Premier ministre somalien Abdirashid Ali Shermarke s'est rendu en Inde en 1963. Il s'est rendu à nouveau dans le pays en tant que président en 1968. Le président Hassan Sheikh Mohamoud s'est rendu à New Delhi pour participer au 3e sommet du Forum Inde-Afrique en octobre 2015. Mohamoud a reçu un doctorat honorifique de l'université Barkatullah (en) lors de cette visite. Plusieurs autres hauts responsables somaliens se sont également rendus dans le pays. Depuis l'Inde, les visites de haut niveau en Somalie ont été effectuées au niveau du ministre d'État.
Alors qu'elle était membre non permanent du Conseil de sécurité des Nations unies en 2011-12, l'Inde a présidé le Comité des sanctions du Conseil de sécurité des Nations unies pour la Somalie et l'Érythrée.

## Commerce
Le commerce entre l'Inde et la Corne de l'Afrique remonte à l'Antiquité.
Le commerce bilatéral entre l'Inde et la Somalie s'est élevé à 391,05 millions de dollars US en 2014-15, enregistrant une croissance de 51 % par rapport à l'exercice précédent. L'Inde a exporté pour 352,81 millions de dollars de marchandises vers la Somalie, et en a importé pour 38,25 millions de dollars. Depuis 2008, l'Inde accorde à la Somalie un accès unilatéral au marché préférentiel en franchise de droits pour l'exportation de biens et de services.

## Aide
L'Inde a fourni des médicaments et des vêtements à la Somalie en 1961, et des fournitures de secours en 1992. Elle a fait don de 100 000 tonnes de blé à la Somalie, au Kenya et à Djibouti en 1985.
Le projet Pan African e-Network, l'initiative d'aide phare de l'Inde en Afrique, a été inauguré le 16 août 2010 en Somalie. L'Inde a fait don de deux millions de dollars à la Mission de l'Union africaine pour la Somalie (African Union Mission for Somalia - AMISOM) en mai 2011, et d'un million de dollars supplémentaires en mars 2012. En septembre 2011, l'Inde a fourni huit millions de dollars à la Somalie, au Kenya et à Djibouti par l'intermédiaire du programme alimentaire mondial.
Les citoyens somaliens peuvent bénéficier de bourses d'études dans le cadre du programme indien de coopération technique et économique et du Conseil indien des relations culturelles (en).